# Mini (1959)
La prima generazione della Mini è stata prodotta dal 1959 al 2000 inizialmente dalla British Motor Corporation; il modello è stato anche realizzato e venduto su licenza nel mondo da varie altre case automobilistiche come la Innocenti in Italia.

## Prima serie

### La nascita
La crisi di Suez del 1956 aveva causato in Europa scarsità di benzina e il relativo incremento dei prezzi. Nel Regno Unito tale situazione aveva enormemente favorito la vendita delle bubble car, a scapito delle normali autovetture utilitarie. In particolare ebbe notevole successo l'Isetta, prodotta dalla BMW su licenza della italiana Iso Rivolta. Per fronteggiare la concorrenza, il presidente della British Motor Corporation, George Harriman, affidò ad Alec Issigonis il compito di progettare una microvettura a 4 posti, quattro ruote, dotata del motore a 4 cilindri già utilizzato per la Austin A35.
Issigonis progettò una vettura per 4 persone di nuova concezione con la disposizione anteriore-trasversale del motore, cambio montato sotto a esso (con coppa dell'olio unica) e la trazione anteriore, e lunga 303 centimetri; la carrozzeria era a 2 volumi con 2 porte. Altri elementi di modernità erano le sospensioni a ruote indipendenti con elementi elastici in gomma (al posto delle molle), le ruote da 10 pollici (per limitare l'invasività nell'abitacolo dei parafanghi) e dallo sportello del vano bagagli ribaltabile verso il basso per trasportare colli ingombranti; il vano bagagli era occupato, per 1/4, dal serbatoio del carburante.

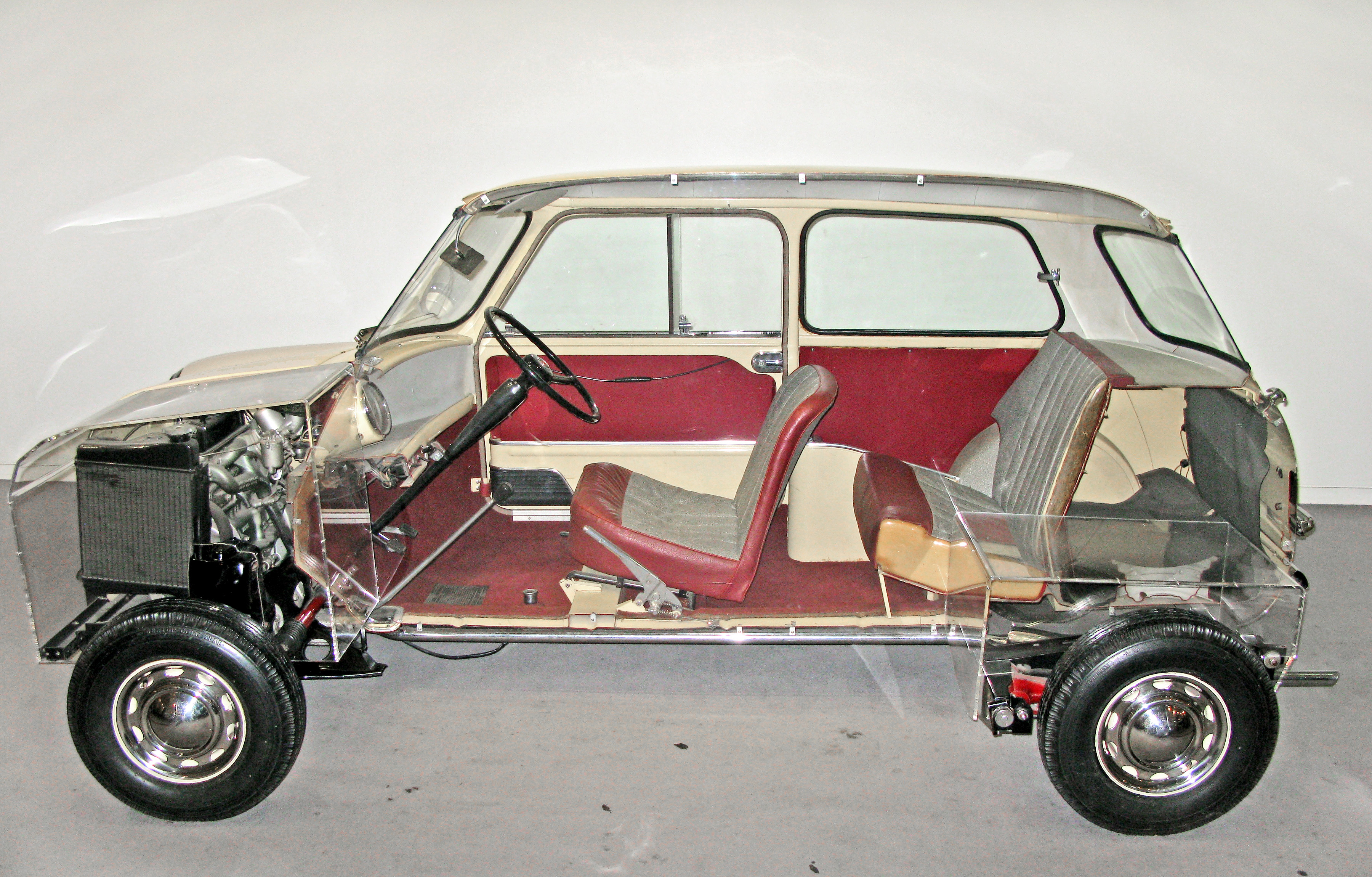
La sezione longitudinale della Mini mostra lo sfruttamento degli spazi

Il motore era un A-Series (dotato di un albero a camme laterale), con cilindrata ridotta a 848cm³, alimentazione a carburatore e potenza di 34 cv. Per farlo entrare nel piccolo vano, Issigonis aveva dovuto spostare il radiatore sul lato sinistro del motore. Per contenere i costi di produzione le cerniere delle porte e le saldature (mascherate dai gocciolatoi) erano a vista.
La vetturetta venne posta in vendita il 26 agosto del 1959, con marchi Austin e Morris. Sia l'Austin Seven che la Morris Mini-Minor (nomi commerciali delle due versioni) erano disponibili negli allestimenti standard e De Luxe.
L'affermazione del modello avvenne lentamente sia per l'originalità estetica che per qualche problema qualitativo iniziale, infatti, si dovette girare il motore in modo che l'aspirazione non fosse più rivolta verso la mascherina in quanto tendeva a ghiacciarsi con le temperature tipiche in Inghilterra. Col tempo divenne un successo commerciale grazie a doti come l'agilità e la tenuta di strada. Per contro la vettura presentò subito un particolare assetto di guida al quale gli utenti dovettero fare l'abitudine e che fu definito alla "camionista". Si guidava con un volante quasi orizzontale e, se il pilota era piuttosto alto, con le gambe divaricate. Criticabile nei lunghi viaggi, l'assetto giocava tuttavia un ruolo importante negli spostamenti in città permettendo ai piloti più abili un grande controllo dell'auto.

### L'evoluzione negli anni sessanta
Nel 1960 venne lanciata la versione familiare della Mini, con passo allungato, portellone a doppio battente e listelli in legno. La nuova versione, dotata dello stesso motore della berlina, era disponibile nella versione Austin (denominata Seven Countryman) e Morris (Mini Minor Traveller), negli allestimenti standard e De Luxe. Nel 1961 la versione con listelli in legno venne affiancata da quella con carrozzeria interamente metallica. Sempre nel 1961, per offrire un modello dotato di un bagagliaio più capiente, venne presentata una versione a 3 volumi (con coda dotata anche di "pinne") della Mini. La linea, discutibile, presentava anche un frontale ridisegnato, con una calandra a sviluppo verticale.
La nuova variante della Mini venne commercializzata in due versioni: Wolseley Hornet (più economica) e Riley Elf (più lussuosa, con plancia in legno). Ma il 1961 fu un anno importante per la Mini soprattutto per il lancio della "Mini Cooper", ovvero la versione sportiva elaborata da John Cooper (titolare dell'omonimo team di Formula 1). L'elaborazione consisteva, essenzialmente, nell'incremento di cilindrata da 848 a 997 cm³, nell'adozione di 2 carburatori tipo SU da 1.25, di freni anteriori a disco e di un assetto rivisto. La potenza di 55 CV (non molti in assoluto) era sufficiente, abbinata alle doti stradali della Mini, a garantire buone prestazioni. Sempre nel 1961 vennero realizzati 15 esemplari della Mini in configurazione spiaggina, progettata dall'argentino Ricardo Burzi.

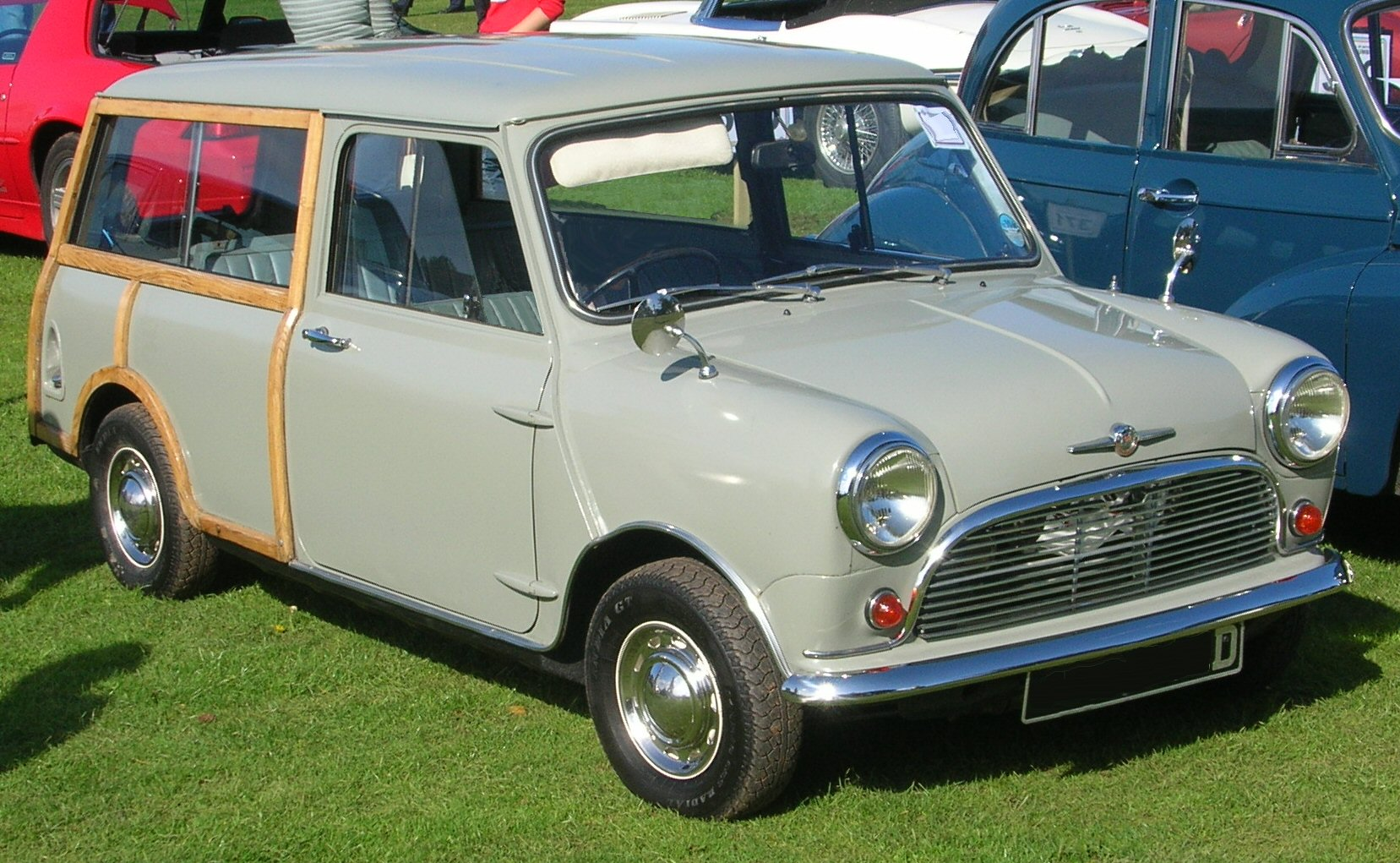
Morris Mini-Minor Traveller del 1966

La Mini Cooper, opportunamente elaborata, si aggiudicò la vittoria di classe del Rally di Monte Carlo del 1963, con alla sua guida il pilota Timo Mäkinen. Alla fine dello stesso anno le "Wolseley Hornet" e le "Riley Elf" adottarono un motore di cilindrata maggiorata a 998 cm³ e potenza di 38 CV. Sul finire del 1964 tutte le Mini berlina (incluse le Cooper, le Cooper S e le varianti Wolseley e Riley) adottarono le sospensioni Hydrolastic, già montate dal 1962 sulle Austin e Morris 1100. Le versioni station wagon mantennero, invece, le sospensioni d'origine. Con l'occasione la Cooper venne affiancata dalla Cooper S, con motore di 1071 cm³ da 70 CV. La Cooper S (1071 cm³) con potenza portata a circa 85Cv s'aggiudicò il Monte dell'edizione '64 con alla guida il pilota Patrick Barron "Paddy" Hopkirk.
Nel corso del 1964 la gamma Cooper e Cooper S cambiò ancora, con l'introduzione di una nuova versione per la Cooper "normale" con motore portato a 998 cm³ (55CV) e la produzione di due nuovi modelli Cooper S 1.0 (970 cm³, 65 CV) e la Cooper S 1.275 (1275 cm³, 76 CV) che si andarono ad affiancare alla versione da 1071 cm³ (70 CV). La Cooper S 1.275 s'aggiudicò nuovamente il Monte Carlo nel 1965, nel 1966 (fu tuttavia squalificata per fanali irregolari) e nel 1967, anno quest'ultimo in cui trionfò anche al Rally dell'Acropoli.

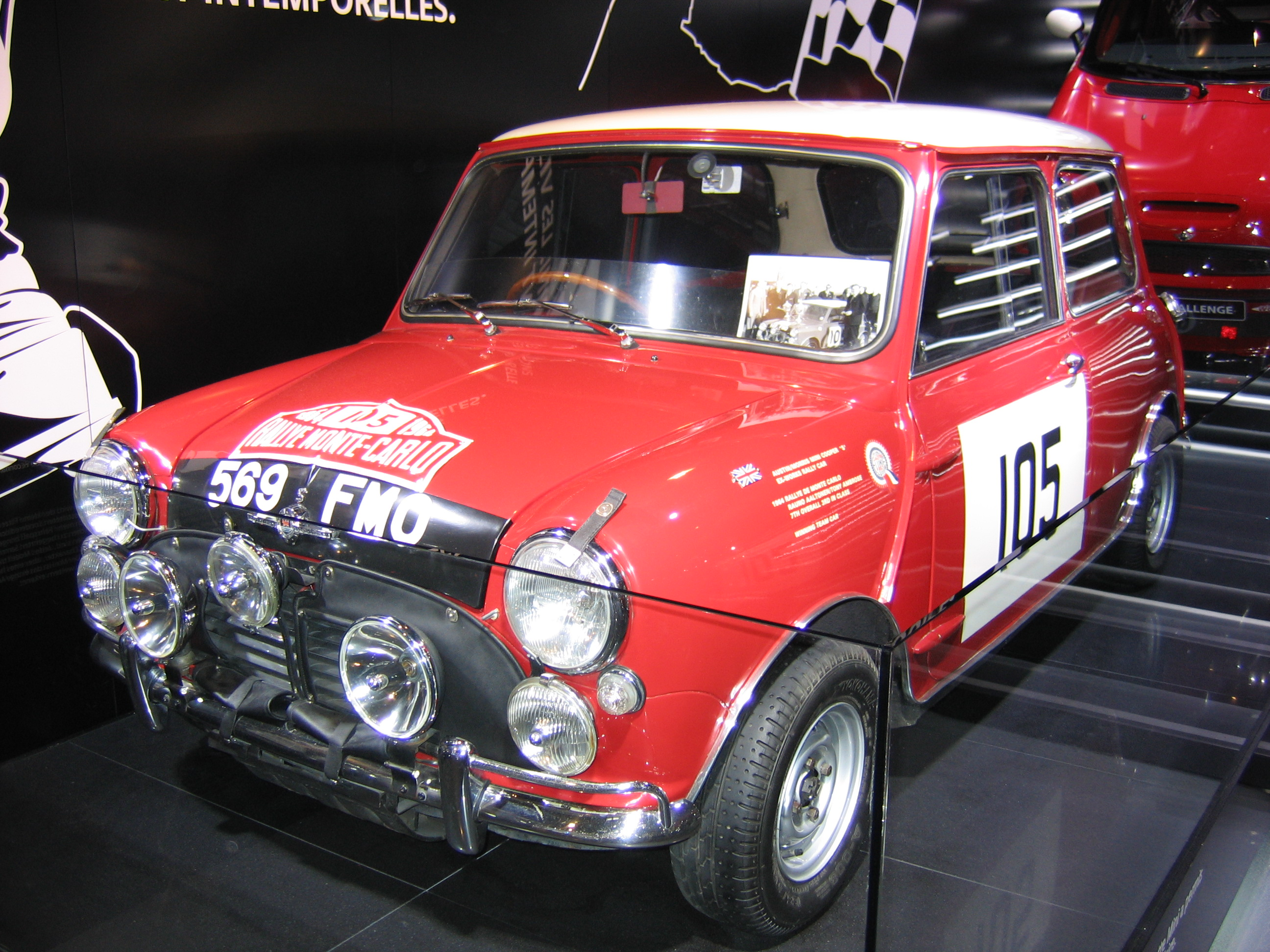
La Mini Cooper di Timo Mäkinen

La Mini Cooper S 1275 del pilota Rauno Aaltonen e del navigatore Tony Ambrose vinse il Campionato Europeo Rally del 1965 (Il campionato mondiale comparve solo negli Anni '70).

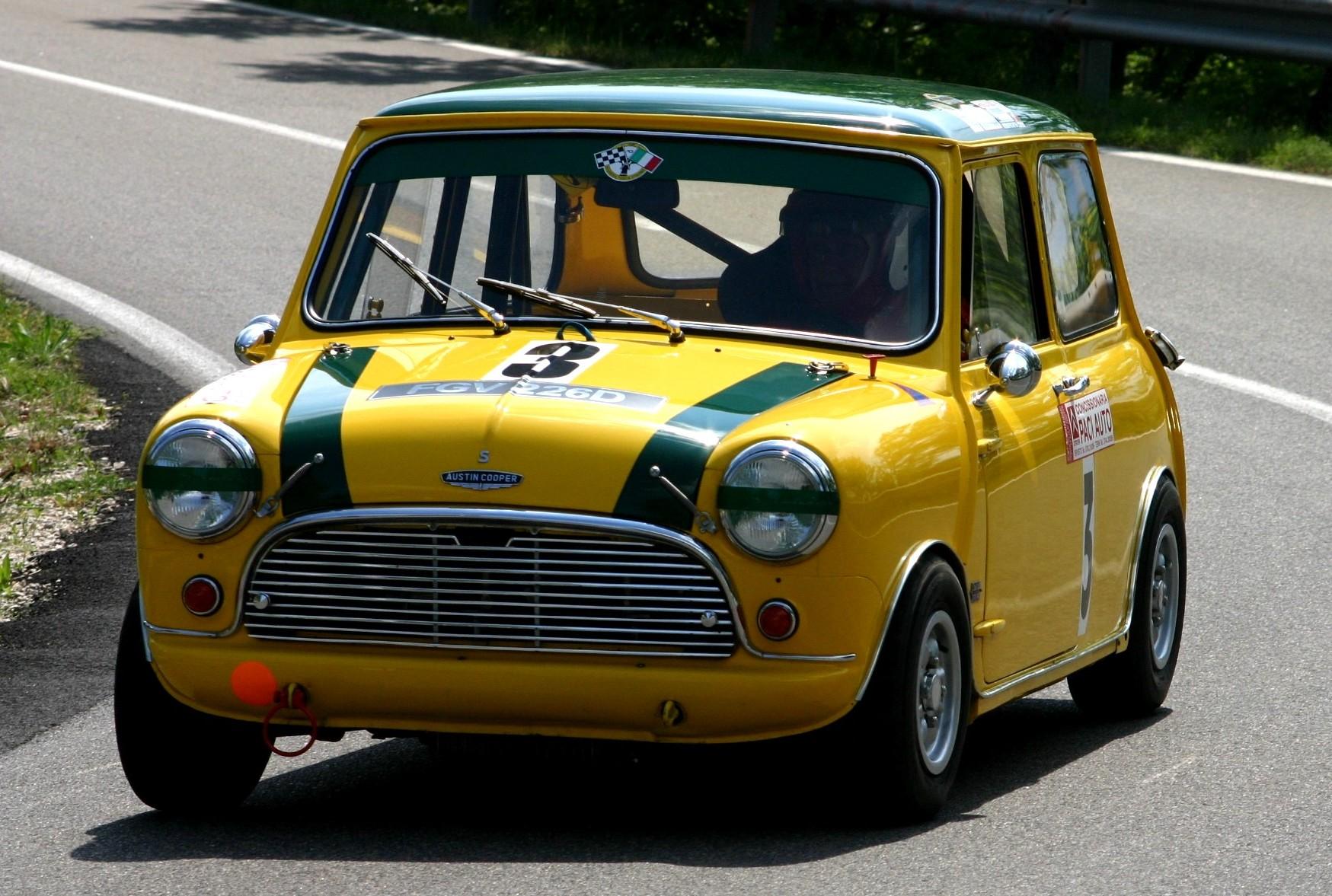
Una Austin Mini Cooper S da competizione

La gamma della prima serie (MKI) comprendeva:
- Austin/Morris Mini 850
- Austin/Morris Mini 850 De Luxe
- Austin/Morris Mini 1000 Super De Luxe
- Austin/Morris Mini Cooper 997 (54Cv, prodotta dal 1961-1964)
- Austin/Morris Mini Cooper 998 (55Cv, prodotta dal 1964-1967)
- Austin/Morris Mini Cooper S 1070 (71Cv, prodotta dal 1963-1964)
- Austin/Morris Mini Cooper S 970 (65Cv, prodotta dal 1964-1965)
- Austin/Morris Mini Cooper S 1275 (76Cv, prodotta dal 1964-1967)
- Wolseley Hornet 850 (1961-1963) 1000 (1963-1969) Riley Elf 850 (1961-1963) 1000 (1963-1969)
- Austin/Morris Mini Traveller/Countryman 850
- Austin/Morris Mini Traveller/Countryman 850 De Luxe
- Austin/Morris Mini Traveller/Countryman 1000 Super De Luxe

Bisogna premettere che inizialmente lo stesso Issigonis all'idea di elaborare la "sua" Mini non fosse particolarmente entusiasta ma fu lo stesso Cooper in persona che all'inizio degli Anni '60 lo fece ricredere anche grazie ad una dimostrazione pratica delle potenzialità della piccola vettura.

### Più modelli "S" per vincere in più categorie
La "S" da 1071 cm³ non poteva competere nelle classi sotto i 1000 cm³ e inoltre aveva molte difficoltà a competere con berline più grandi, sia di mole che di cilindrata e potenza, nella categoria assoluta dei rally (la vittoria assoluta al Rally di Monte Carlo del '64 era stata ottenuta grazie alla correzione del tempo finale come previsto dal regolamento dell'epoca in base alla cilindrata).
Per questi motivi fu messa a punto la Cooper S 1000 (prodotta in poco più di 900 esemplari) per gareggiare nelle categorie riservate alle piccole cilindrate mentre la 1275 cm³ fu pensata per competere nella classe assoluta (senza limiti di cilindrata).

## Seconda serie (MK2)

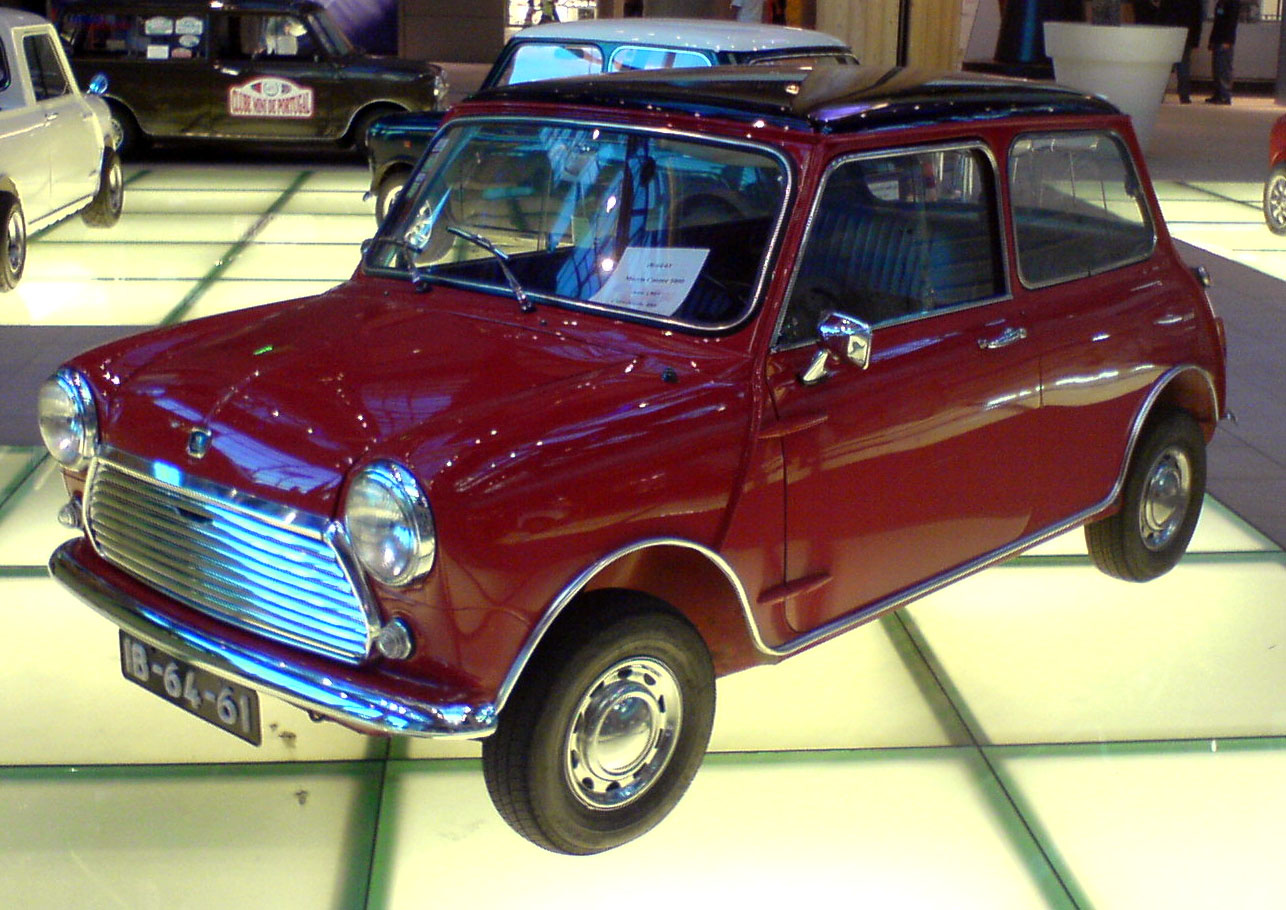
Una Morris Cooper seconda serie del 1969

Nel 1967 fu introdotta la Mini seconda serie (MK2), che venne prodotta fino al 1969. In verità le modifiche furono modeste e diversificate a seconda delle versioni. Le Mini berlina di Austin e Morris (incluse le Cooper) adottarono una nuova calandra (ampliata), un lunotto leggermente ampliato e luci posteriori rettangolari (senza la luce della retromarcia) e interni monocolore neri (Cooper e Cooper S). 

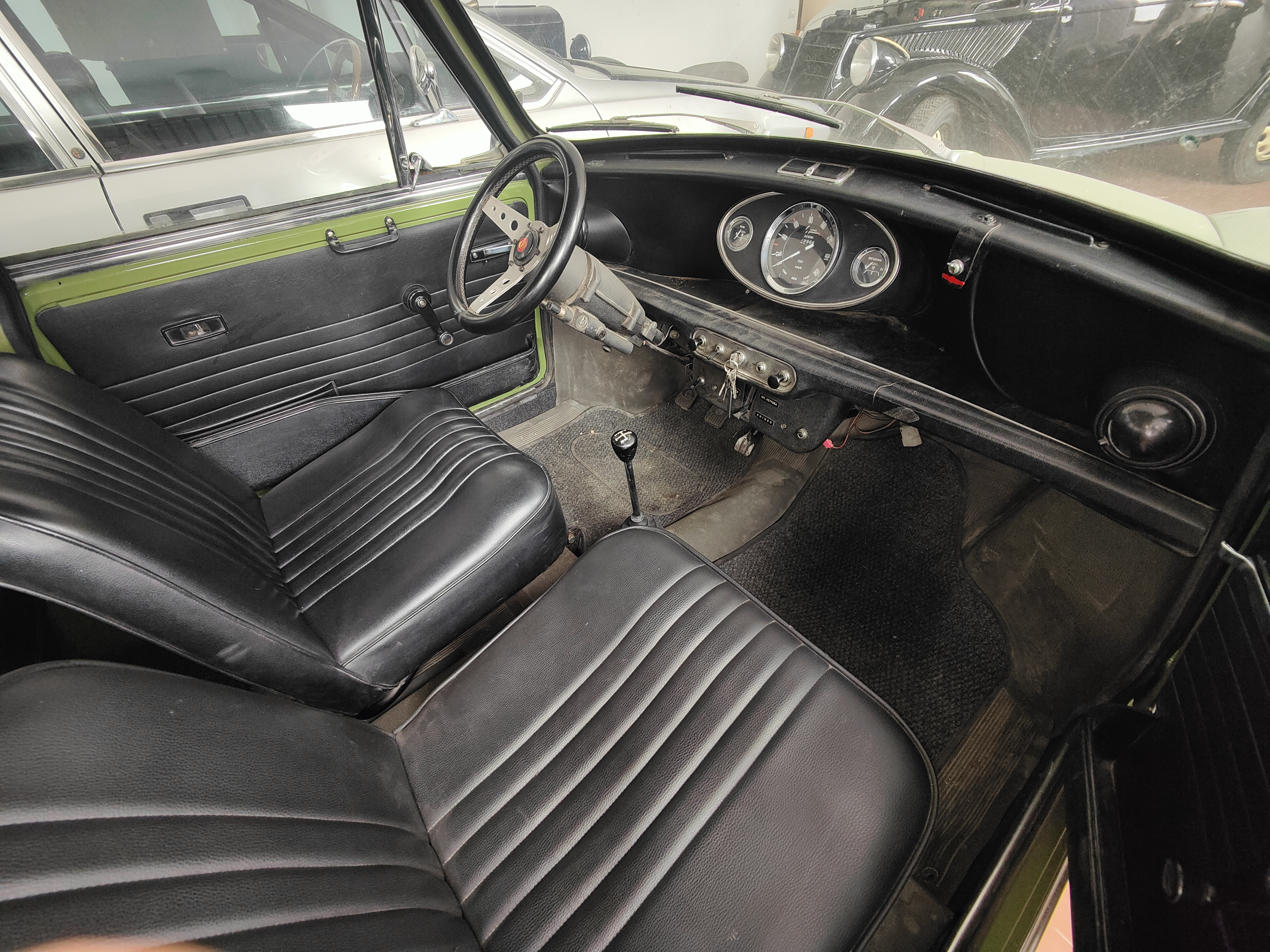
L'abitacolo di una Mini seconda serie

Le station wagon Traveller e Countryman (sempre disponibili nelle varianti con o senza inserti esterni in legno) adottarono la nuova calandra delle berline. Le versioni Austin e Morris, berlina o station wagon, erano inoltre disponibili in versione Super De Luxe, equipaggiate col motore di 998 cm³ da 38 CV. Più consistenti gli aggiornamenti alle Wolseley Hornet e Riley Elf: vetri discendenti, cerniere delle porte nascoste, impianto di ventilazione migliorato, trasmissione manuale migliorata e disponibilità, a richiesta, di un cambio automatico a 4 rapporti.

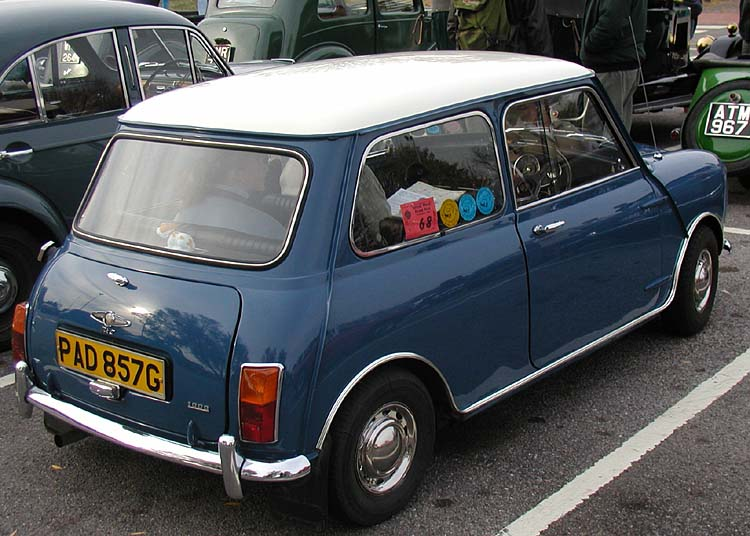
Retro di una Austin Mini Cooper seconda serie del 1968

La gamma della seconda serie comprendeva:
- Austin/Morris Mini 850
- Austin/Morris Mini 850 De Luxe
- Austin/Morris Mini 1000 Super De Luxe
- Austin/Morris Mini Cooper 1000 (998 cm³)
- Austin/Morris Mini Cooper S 1275
- Wolseley Hornet 1000
- Riley Elf 1000
- Austin/Morris Mini Traveller/Countryman 850
- Austin/Morris Mini Traveller/Countryman 850 De Luxe
- Austin/Morris Mini Traveller/Countryman 1000 Super De Luxe

La gamma fu completata nel 1968 con l'introduzione della Mini Matic, con motore 1000 da 38 CV e cambio automatico a 4 rapporti della Automotive Products.
La parte interessante della nuova trasmissione automatica era la logica di funzionamento. La selezione dei rapporti avveniva in base a quanto si premeva l'acceleratore: premendolo poco i cambi di marcia avvenivano a basso numero di giri, premendolo a fondo le marce venivano tirate il più possibile, era inoltre dotato del sistema "kick down" per la fase di ripresa.

## Dalla terza serie (MK3) in poi

### Anni settanta: la Mini classica e la Clubman

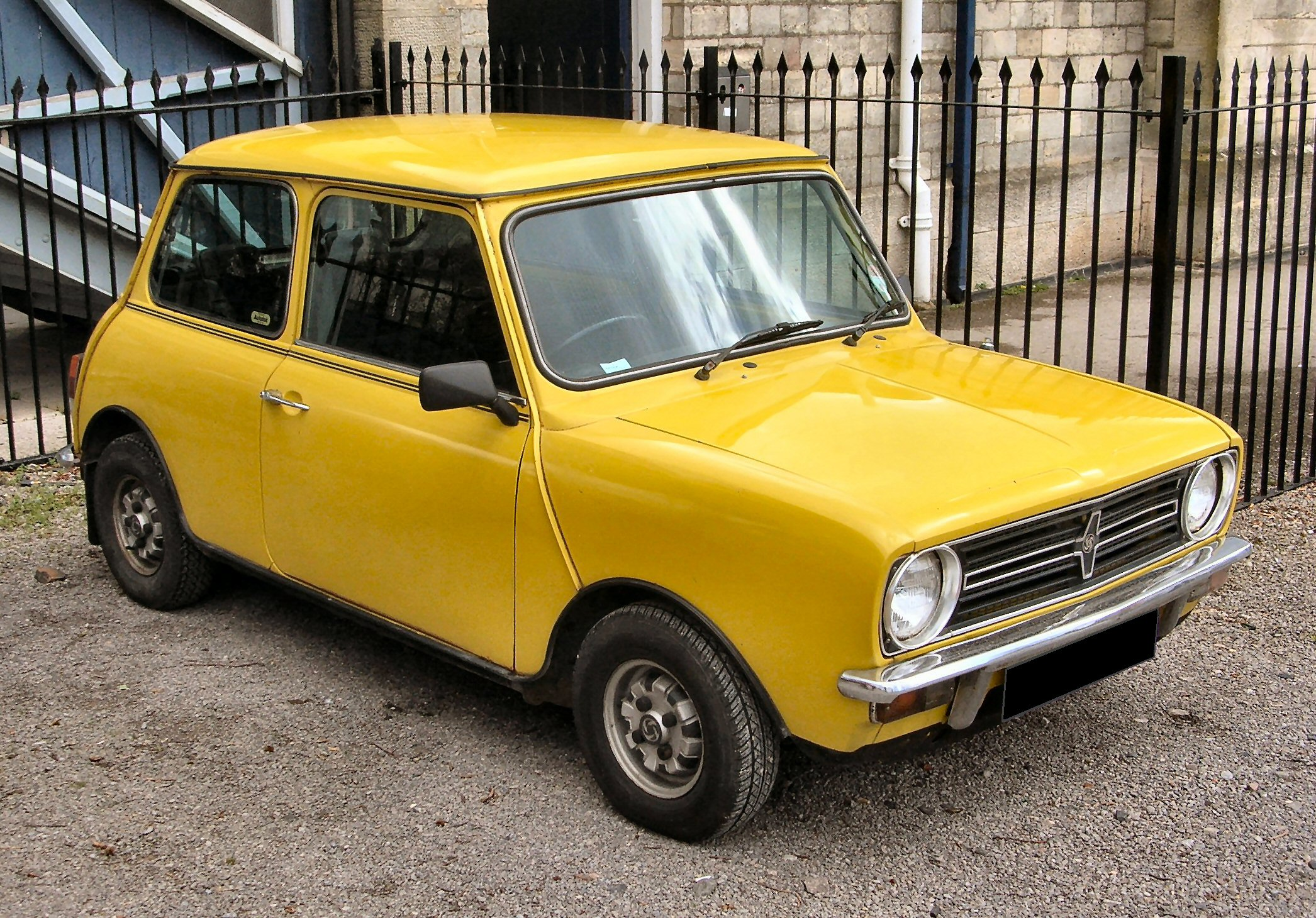
Una Mini Clubman del 1980

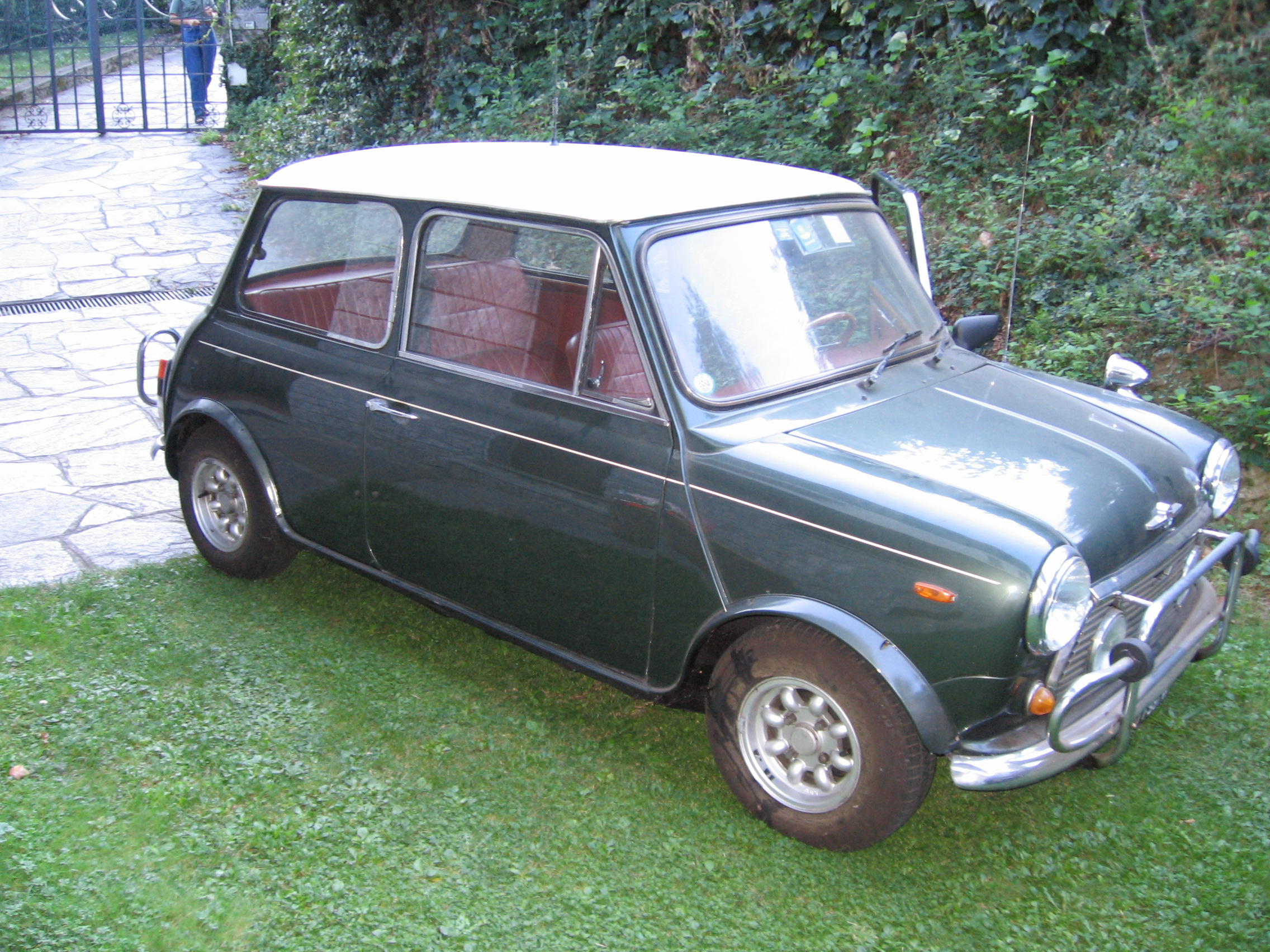
Mini Matic terza serie del 1973

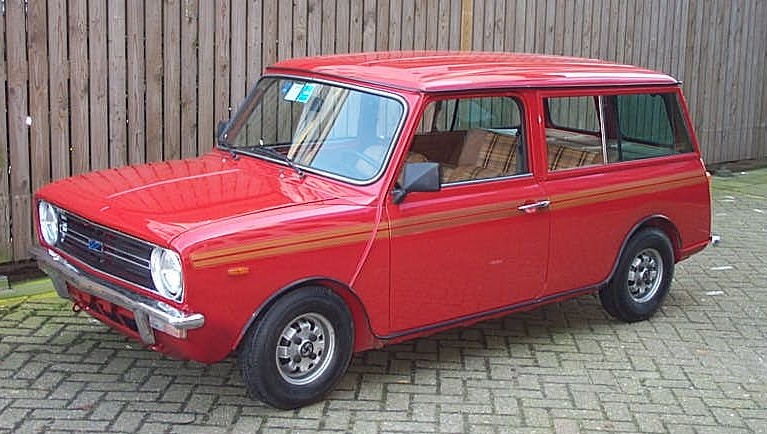
La Mini Clubman Estate

Nel 1969, tolte di produzione le poco gradite Wolseley Hornet e Riley Elf, la British Leyland (nuova denominazione della BMC) decise di rendere la Mini una marca a sé stante (abolendo la doppia denominazione Austin e Morris) e d'intervenire sul modello in due direzioni: migliorando la Mini classica e introducendone una versione di lusso (modificata anche esteticamente) in grado di prendere il posto delle dismesse Hornet ed Elf. Il miglioramento della Mini classica si sostanziò, essenzialmente, nell'abolizione delle cerniere a vista sulle porte, nell'adozione dei vetri discendenti (prima erano scorrevoli) e nell'eliminazione delle sospensioni Hydrolastic. All'interno venne modificata la plancia (con la strumentazione spostata al centro e racchiusa in un pannello ovale). La versione station wagon, priva di cornici in legno, si chiamava ora Traveller. Per la versione di lusso la British Leyland decise di puntare su un sostanzioso restyling interno ed esterno. Venne così lanciata, sempre nel 1969, la Mini Clubman. Rispetto alla versione classica la Clubman differiva solo nel frontale (squadrato e allungato) e negli interni (con plancia e sedili ridisegnati). La gamma Clubman comprendeva anche la versione station wagon (con muso ristilizzato e coda identica a quella della Traveller classica), denominata semplicemente Estate. La Clubman berlina soffriva di un evidente squilibrio estetico, generato dalla cattiva armonizzazione tra il frontale squadrato e la coda tondeggiante della Mini. Molto più riuscita la Estate (con la fiancata percorsa da una fascia in finto legno), nella quale le linee tese della coda ed il passo lungo si fondevano meglio (persino della Traveller) col nuovo frontale.
Dal punto di vista tecnico la Mini classica rimaneva disponibile col solo motore di 848 cm³ (ma potenziato a 37 CV), mentre la Clubman era mossa dal 998 cm³ portato a 44 CV. Rimanevano, infine, in produzione, con le modifiche previste per la Mini classica, le Cooper 1.0 (55 CV) e Cooper S 1.3 (76 CV), ma non più verniciate in doppia colorazione (per risparmiare). Dalla seconda metà del 1971 vi fu l'uscita dal listino di tutti i modelli Cooper con l'esordio però della Mini Clubman GT, mossa dal 1275 cm³ della Cooper S, ma in versione monocarburatore da 58 CV. Nel 1974 le Clubman standard adottarono il motore di 1098 cm³ da 48 CV. Lo stesso anno la Clubman GT venne equipaggiata con cerchi da 12 pollici, anziché 10.
Nel 1976 la Clubman Estate perse la fascia in finto legno, rimpiazzata da una semplice striscia adesiva in due colori in abbinamento al colore della carrozzeria: argento o bronzo.
Lo stesso anno tutte le Clubman adottarono una nuova calandra con una sola feritoia cromata in luogo di quella con tre feritoie cromate, mentre la versione Traveller della Mini classica venne tolta di produzione.
Nel 1976, in considerazione del poco successo della Clubman berlina, la British Leyland decise d'intervenire sulla Mini classica, lanciandone la quarta serie (MK4). Nessuna rivoluzione, ma tanti affinamenti: calandra in plastica nera, rivestimenti interni in tessuto, strumentazione rivista. La "Mini MK4" era disponibile, inizialmente, nella sola versione 1000 (998 cm³, 42 CV) negli allestimenti base o Special. Nel 1979 tuttavia tornò il motore di 848 cm³ da 37 CV abbinato al livello di finitura (semplificato) City.

### Anni ottanta

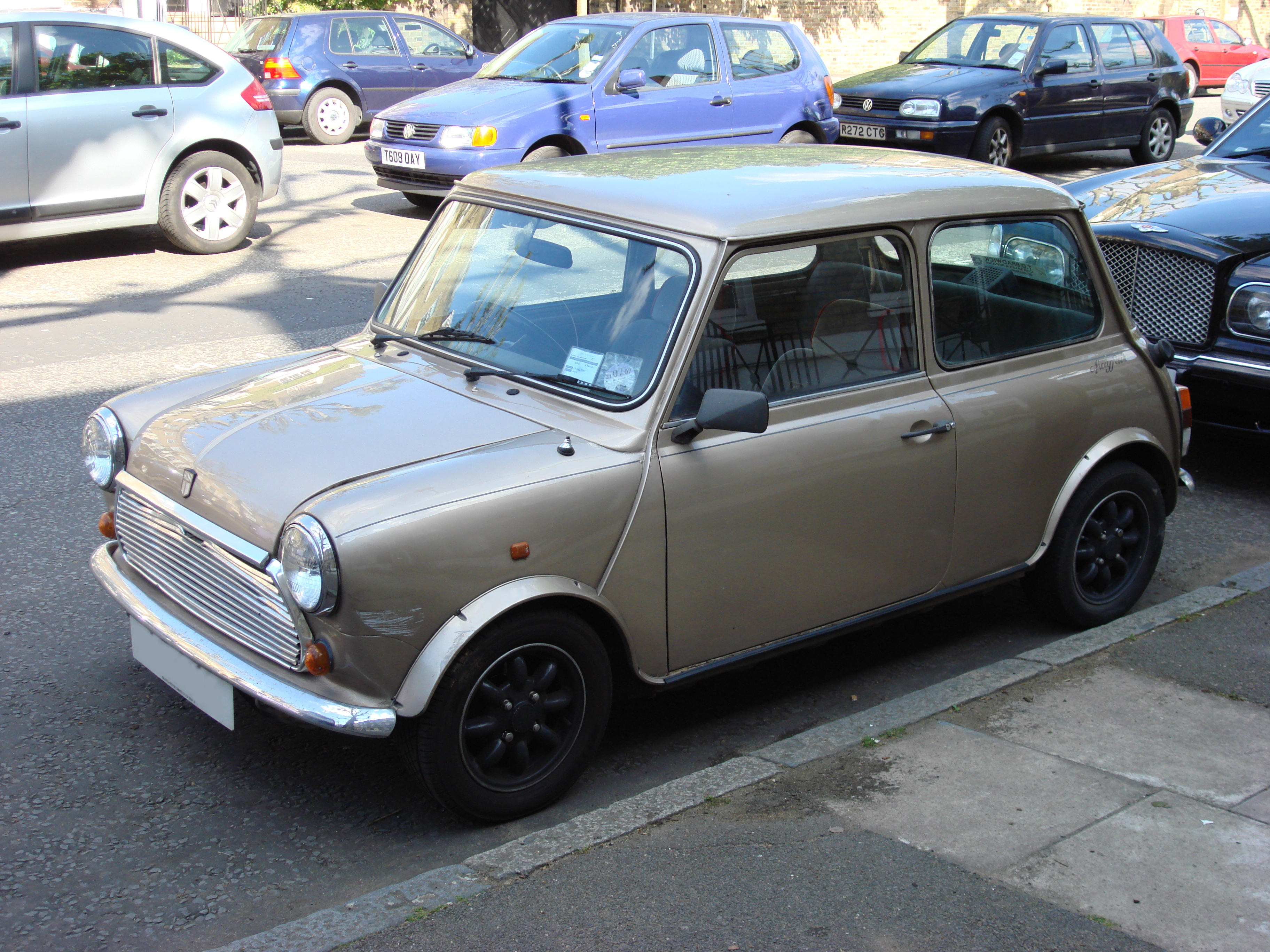
La Mini Mayfair

Nel 1980 la Clubman berlina uscì di listino (rimpiazzata dall'Austin Metro), mentre la Mini City adottò il motore di 998 cm³.
Nel 1982, con l'uscita di scena della Mini Clubman Estate (che pure aveva goduto di un buon successo, molto superiore a quello della berlina) la gamma Mini venne riorganizzata. Alla base si poneva la Mini 1.0 E (riconoscibile per i paraurti neri, la strumentazione ridotta, dotata di un unico strumento al centro della plancia, e i rivestimenti meno pregiati), mentre al vertice c'erano la Mini 1.0 HLE (con interni migliori e strumentazione spostata davanti al guidatore) e la Mini Mayfair, che presentava la dotazione della HLE con in più interni di maggior pregio, poggiatesta anteriori e contagiri.
Nel 1984, la British Leyland intervenne ancora sulla Mini classica, dotandola di carreggiate allargate, freni anteriori a disco, codolini in plastica nera sulle ruote, diversi rivestimenti interni. La versione base tornò a chiamarsi City. Diverse furono le versioni speciali lanciate sul mercato tra il 1985 ed il 1991: Mini 25, Mini Flame Red, Mini Red Hot, Mini Jet Black, Mini Check Mate, Mini Studio 2, Mini Piccadilly, per citarne alcune.
Nel 1989 per celebrare i 30 anni arrivò la Mini Thirty, aveva la calandra a 11 listelli, le maniglie porte e bauletto, le cornici fari, il tappo serbatoio, le cornici deflettori posteriori e i paraurti cromati. Decals e stemma commemorativi ad hoc. Prodotta in due soli colori, cherry red e nero. I cerchi per l'occasione erano da 12" minilite. Gli interni avevano moquette rossa con volante rivestito in pelle, anch'essa rossa. La strumentazione, fronte guidatore ovviamente, aveva il contagiri. Sedili parzialmente in pelle e tessuto nero; lo stesso tessuto nero era impiegato per il rivestimento porte. Il motore era il solito 998 cc e viaggiava già con benzina verde.

### Anni novanta

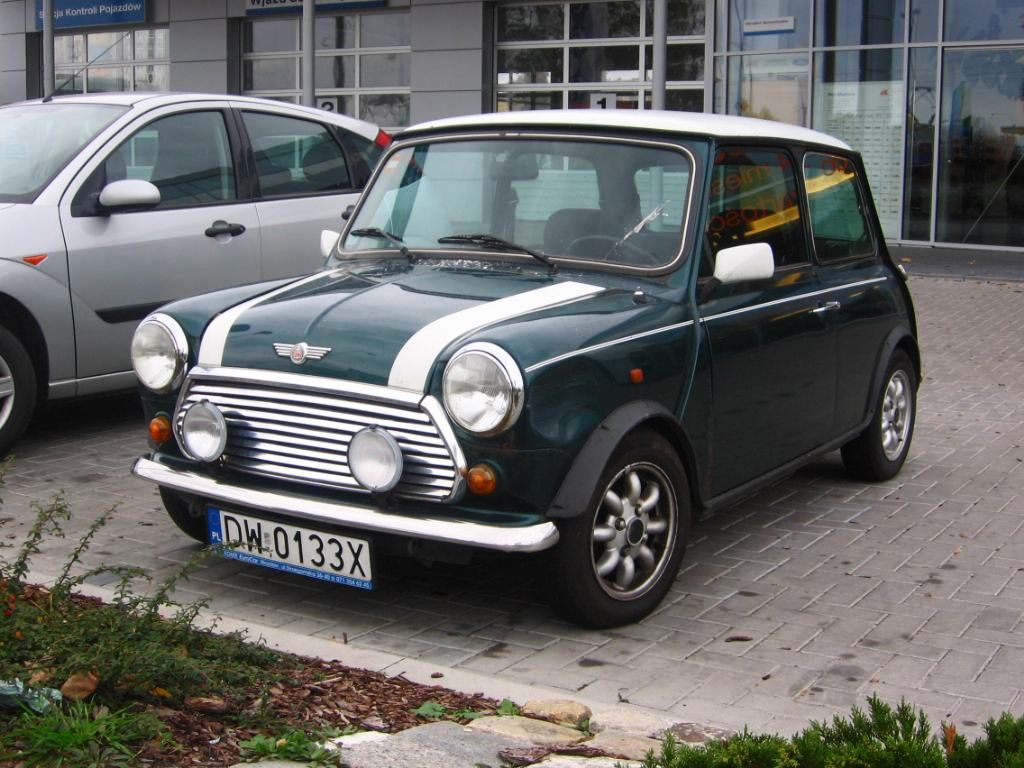
Una Mini degli anni Novanta

Nel 1990 il Gruppo Rover intervenne sulla Mini, principalmente per ragioni di sicurezza ed inquinamento. La scocca venne rinforzata, mentre il motore, ora di 1275 cm³, adottò l'alimentazione a iniezione elettronica single point e la marmitta catalitica. La potenza era di 50 CV. L'unica versione disponibile sul mercato italiano era la Mayfair (con carrozzeria chiusa o dotata di tetto apribile in tela Open Classic). La calandra tornò cromata.
Nel 1991 venne reintrodotta la versione Cooper (riconoscibile per il tetto bianco o nero, i cerchi "Minilite" da 12 pollici e le strip adesive sul cofano motore), con motore 1275 cm³ a carburatore (MK5) fino al 1992 e poi a iniezione single point "spi" (MK6) sempre da 63 CV e catalizzate.
In questi anni si dà vita ad un acceso campionato mononomarca di velocità su pista riservato alle Cooper. Ci sono competizioni che tuttora, in più parti del mondo, vedono le Mini come protagoniste.
Nel 1993 arrivò anche la Mini Cabriolet, con motore della Cooper, allestimenti arricchiti (la plancia era in legno) e vistose appendici aerodinamiche.
Nel 1996 venne lanciata la Mini Cooper 35, versione speciale per commemorare i 35 anni di produzione della vettura. Prodotta in 200 esemplari, aveva i sedili in pelle verde, il cruscotto in legno di noce, i vetri oscurati e varie decalcomanie che commemoravano l'anniversario. Era equipaggiata con un propulsore 1.275 cc di serie abbinato ad uno scarico sportivo a doppio terminale.
Nel 1997, in seguito all'acquisto del Gruppo Rover da parte della BMW (1994), la gamma venne ulteriormente aggiornata: motore ad iniezione elettronica multipoint, airbag lato guida, barre antintrusione nelle portiere, cinture di sicurezza con pretensionatore, radiatore frontale, nuovi interni.
La gamma comprendeva le versioni Classic, Cooper (MK7), Cooper Sport-Pack. Quest'ultima aveva 4 faretti supplementari, cerchi specifici 7x13", carreggiate allargate, codolini maggiorati, interni in pelle con finiture in radica. Non venne riproposta la Cabriolet.
Nel 1999 arrivò la versione speciale 40 LE.
La Mini classica uscì di produzione il 4 ottobre 2000, salutata dall'edizione speciale Final Edition che comprendeva quattro modelli: la Seven, la Cooper, la Cooper Sport e la Knightsbridge.

## Sostituzione

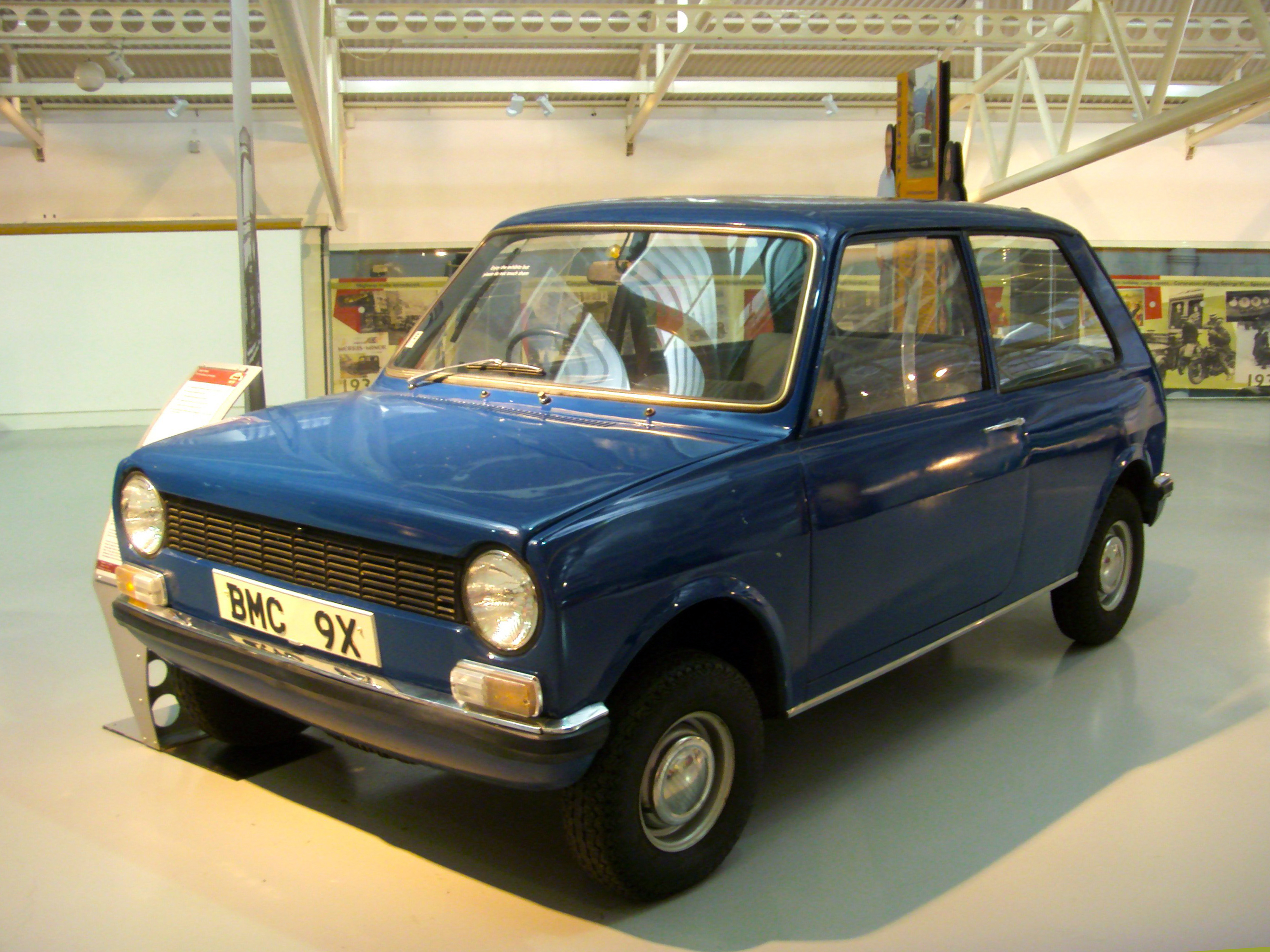
Il prototipo della 9X (1969)

La British Motor Corporation iniziò a studiare un erede per la Mini alla fine degli anni sessanta.
Un primo progetto fu affidato ad Alec Issigonis, che nel 1968 sviluppò la 9X: questa vettura, pur essendo più piccola della Mini originale, garantiva un maggiore spazio interno ed era dotata di portellone posteriore, ma non entrò mai in produzione per una questione di costi. Altri progetti si susseguirono negli anni successivi, come la Minissima del 1973 o l'ipotesi di costruire e vendere anche nel Regno Unito la Innocenti Nuova Mini, che debuttò in Italia nel 1974; nessuno di questi, però, arrivò in fase di produzione.
Ulteriori tentativi vennero compiuti negli anni Settanta (progetti ADO 74 e ADO 88), ma un successivo cambio di intenzioni nella dirigenza della British Leyland fece dirigere questi progetti verso la realizzazione di un'automobile di segmento B (e quindi di dimensioni maggiori) che avrebbe affiancato e non sostituito la Mini; debutterà nel 1980 con il nome di Austin Metro.

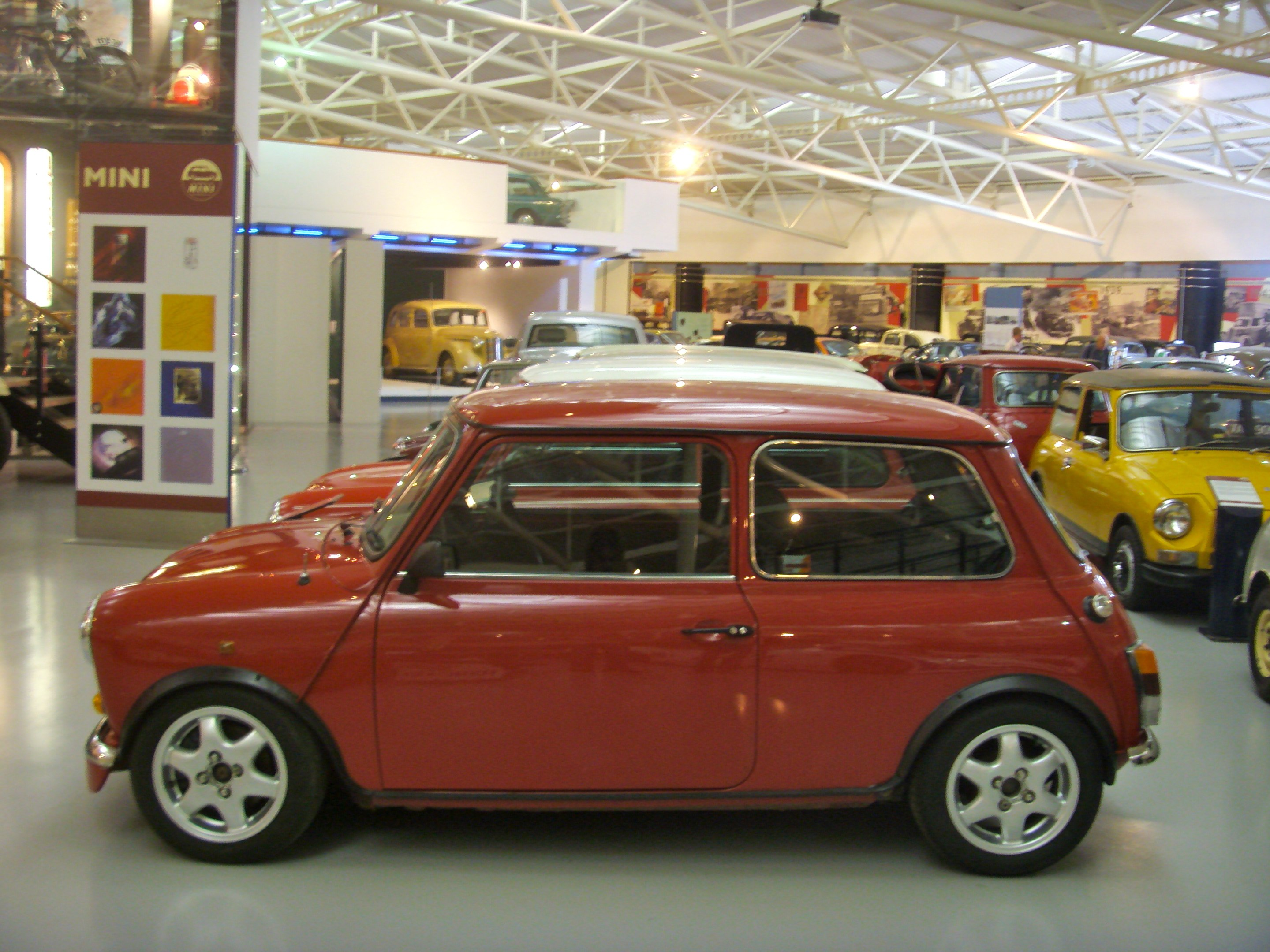
Il prototipo della Minki II (1995)

Il Gruppo Rover iniziò a pensare alla sostituzione della Mini nel 1992. Inizialmente gli sforzi si concentrarono su una rielaborazione in chiave moderna della Mini: venne così ideato e realizzato il prototipo della Minki, una Mini dotata di motore Rover serie K, cambio a 5 marce, sospensioni Hydragas, portellone posteriore, cruscotto completamente nuovo e posizione di guida migliorata; questo progetto venne però abbandonato a causa del rapporto tra investimenti necessari e vendite previste, che secondo gli analisti sarebbe stato piuttosto sfavorevole. Nel 1994 il gruppo Rover venne acquistato dalla BMW: la casa bavarese trovò l'idea della Minki interessante, e l'anno successivo fece costruire un secondo prototipo (chiamato Minki II), con delle sospensioni Hydragas perfezionate e altri piccoli miglioramenti.
Nel frattempo, tuttavia, i piani per la sostituzione della Mini si erano concentrati sulla produzione di un'automobile completamente nuova, e l'idea della Minki fu abbandonata. Si susseguirono diverse proposte, avanzate sia dal Gruppo Rover che dalla BMW, ma quella definitiva venne realizzata da Frank Stephenson; Nel 1999, prima del definitivo abbandono della vecchia versione, venne prodotta la Mini 40th Anniversary, prodotta in pochi esemplari (solo 250 nel Regno Unito e 300 per l'Italia).

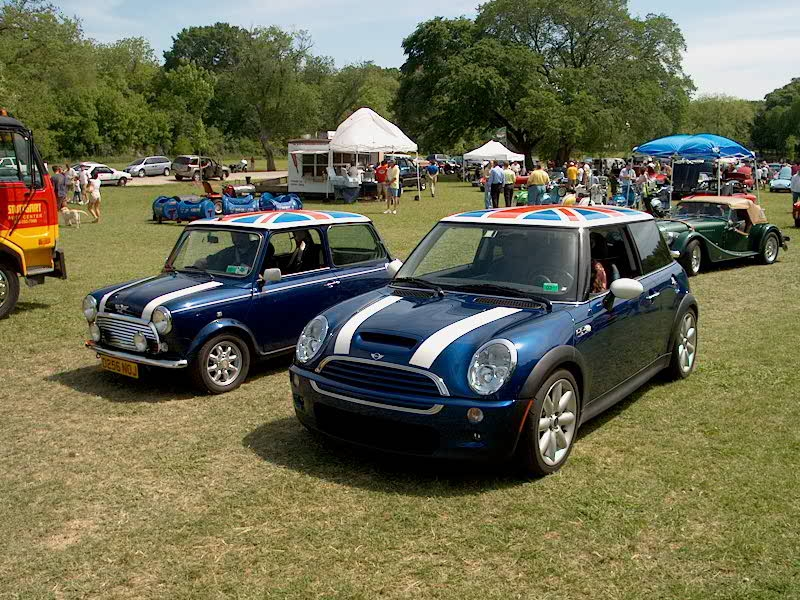
Una Mini classica (a sinistra) confrontata con la nuova Mini prodotta dalla BMW (a destra)

L'ultimo esemplare di Mini Mark VII costruito, una Cooper Sport color rosso, capitolo finale della prima generazione Mini (composta da 5 387 862 esemplari complessivi) è uscita dallo stabilimento di Longbridge nell'ottobre del 2000; l'auto è uscita dalla catena di montaggio guidata dalla cantante Lulu, ed è stata successivamente ospitata all'Heritage Motor Centre di Gaydon, dov'è stata esposta accanto alla prima Mini prodotta.
Nello stesso anno la BMW dismise il Gruppo Rover (che divenne Gruppo MG Rover) mantenendo la proprietà del solo marchio Mini, e l'anno seguente mise in commercio la nuova generazione della Mini.

## Mini prodotte fuori dai confini Inglesi
Per vari motivi commerciali la Mini venne prodotta ed assemblata anche fuori dai confini inglesi, note sono infatti le Mini prodotte in Italia con il marchio Innocenti, in Spagna col marchio AUTHI e in Australia.

### Innocenti Mini

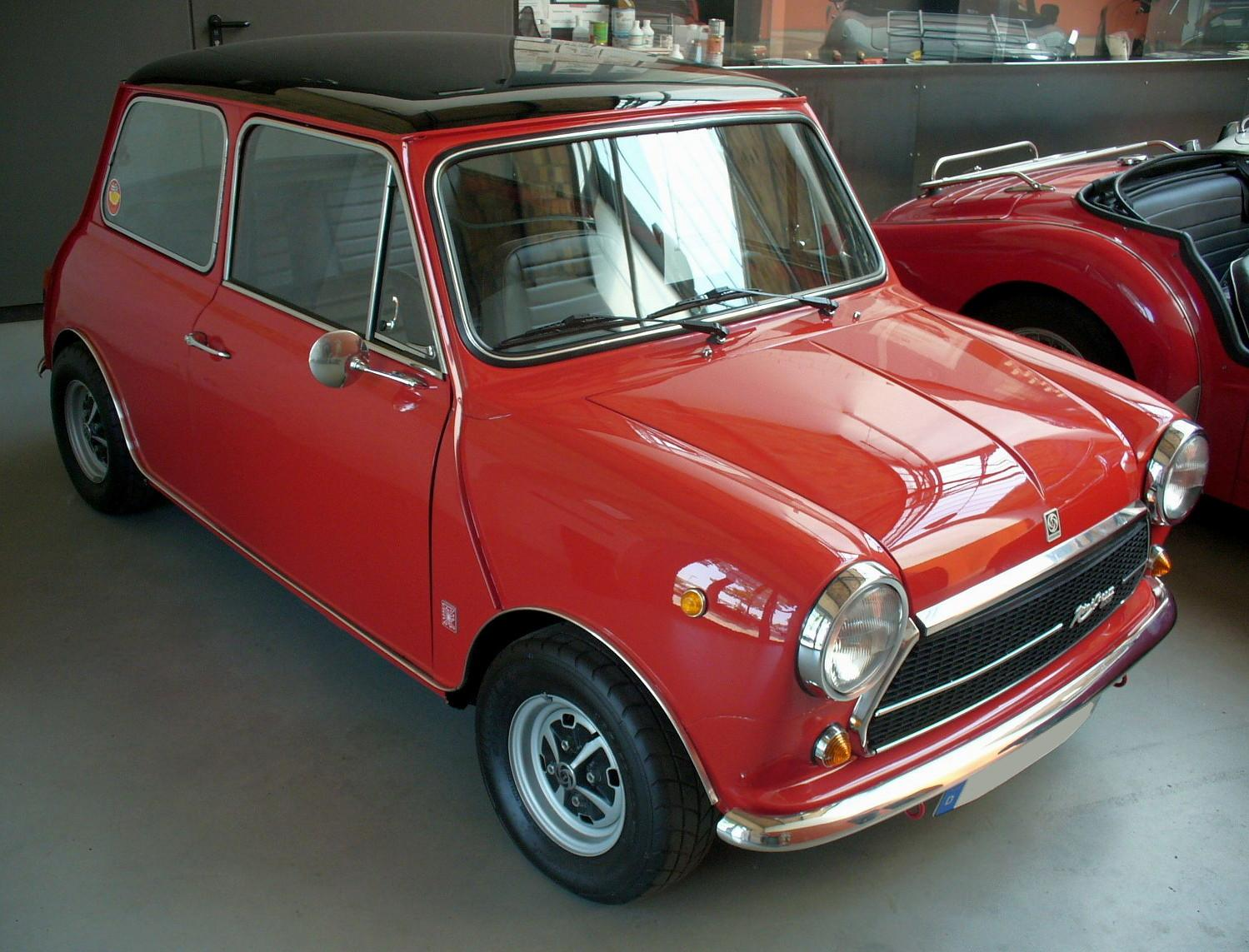
Una Innocenti Mini Cooper Export

La "Innocenti Mini" fu prodotta su licenza dalla Innocenti di Lambrate tra il 1965 ed il 1975. Rispetto alle originali inglesi, le versioni Innocenti (comprese le Cooper) presentavano numerose differenze. Avevano interni più accessoriati e meglio rifiniti, diversi componenti esterni di foggia differente, ad esempio nel disegno delle cornici fari, della calandra e del baule posteriore, modificato per ospitare le targhe quadre italiane in uso all'epoca. Molti particolari interni ed esterni furono prodotti da marche italiane (ad esempio IPRA per i radiatori, Carello ed Altissimo per quanto riguarda i fari). Anche per ciò che riguarda la parte meccanica vennero fatte delle scelte diverse, come ad esempio l'adozione del servofreno su tutti i modelli Cooper, indipendentemente dalla cilindrata (le inglesi montavano il servofreno solamente sulle Cooper S), e un rapporto al ponte più lungo su Mini 1000, 1001 (finiture lusso) e Cooper 1300.
Gamma e date di produzione:
- Innocenti Mini Mk1 1965-1967 (Mini Cooper 998 cm³ da 55Cv introdotta nel '66)
- Innocenti Mini Mk2 1967-1970 (Mini Cooper 998 cm³ da 60Cv introdotta nel '68)
- Innocenti Mini Mk3 1970-1972 - 1000-1001 998 cmc 1972-1973 (Mini Cooper 1275 cm³ da 71Cv introdotta nel '72 e contemporanea uscita di produzione della Cooper 1000)
- Innocenti Mini Mk3 1000-1001 Export 998cmc-Mini Cooper 1275 cmc 71Cv Export 1973-1975

Dalla meccanica della Mini originale la casa milanese trasse anche un modello totalmente separato, la Innocenti Nuova Mini identificata dal mercato anche con le denominazioni (non sempre corrispondenti alla nomenclatura ufficiale della casa dei vari modelli) di "Mini Bertone", "Mini 90" e "Mini DeTomaso".

### AUTHI (Automoviles de Turismo Hispano Ingleses) Mini
Anche in Spagna, sempre su licenza inglese, vennero costruite alcune versioni delle Mini a partire dal 1968 e fino alla fine del 1975.
La prima Mini made in Spain uscì dagli stabilimenti di Pamplona nell'Ottobre del 68' e venne denominata 1275C una versione lussuosa molto simile nell'allestimento alle Innocenti italiane.
- AUTHI Mini (MKI) 1275C 1968-1971 (Mini 1275 cm³)
- AUTHI Mini (MKII) 1000E 1969-1971 (Mini 998 cm³)
- AUTHI Mini 1000S 1969-1971 (Mini 998 cm³)
- AUTHI Mini (MKIII) 1971-1973 (Mini 1275 cm³)
- AUTHI Mini Cooper 1300 1973-1975 (Mini Cooper 1275 cm³ da 65Cv, circa 5000 esemplari prodotti)

## Elaboratori anni sessanta
Qui di seguito è riportata in ordine alfabetico la lunga lista dei preparatori più famosi che hanno dedicato anni all'ideazione di kit, anche per privati, per far correre e vincere le Mini in tutti i tipi di competizioni:
- Alexander conversion
- Aquaplane CO ltd.
- Arden Conversions
- Barwell motors
- British Vita
- Broadspeed
- Cooper
- Derrington
- Downton

- Janspeed
- Mangoletsi
- Nerus
- Oselli
- Speedwell
- Shorrock
- SPQR
- Sprinzel
- Taurus